# 奥斯河畔蒙克拉尔
奥斯河畔蒙克拉尔（法語：Monclar-sur-Losse，法語發音：[mɔ̃klaʁ syʁ lɔs]）是法国热尔省的一个市镇，位于该省南部，属于米朗德区。

## 地名
值得注意的是，该地名中定冠词“Le”与奥斯河“Osse”连写作“Losse”，并未采用通常写法“L'Osse”。

## 地理
奥斯河畔蒙克拉尔（43°31'53"N, 0°19'59"E）面积10.47 平方千米，位于法国奧克西塔尼大區热尔省，该省份为法国西南部内陆省份，北起顺时针与洛特-加龙省、塔恩-加龙省、上加龙省、上比利牛斯省、大西洋比利牛斯省和朗德省接壤。
与奥斯河畔蒙克拉尔接壤的市镇（或旧市镇、城区）包括：巴尔、米朗德、蒙泰斯基乌、普伊勒邦、圣马丹、圣莫尔。
奥斯河畔蒙克拉尔的时区为UTC+01:00、UTC+02:00（夏令时）。

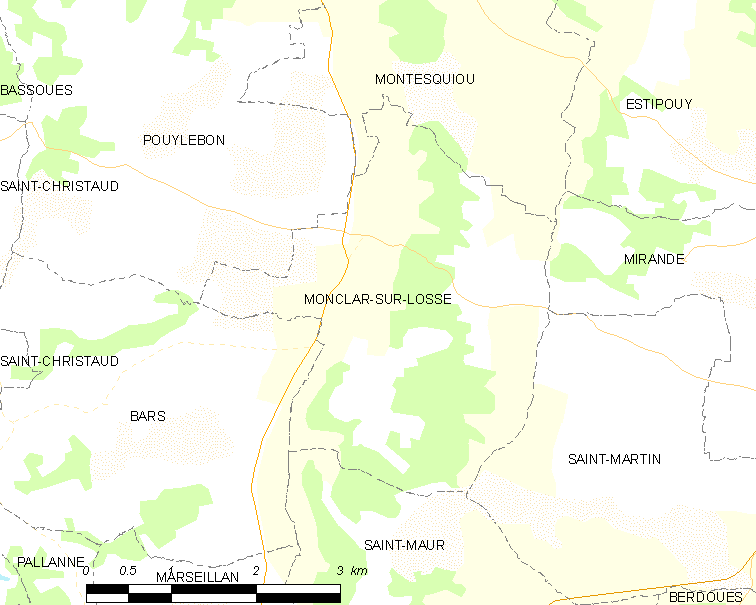
奥斯河畔蒙克拉尔的OSM定位图

## 行政
奥斯河畔蒙克拉尔的邮政编码为32300，INSEE市镇编码为32265。

## 政治
奥斯河畔蒙克拉尔所属的省级选区为帕尔迪亚克-下河县。

## 人口

1962-2008年间奥斯河畔蒙克拉尔人口变化图示

奥斯河畔蒙克拉尔于2022年1月1日时的人口数量为111人。